# Рокайль
Рокайль (фр. rocaille, произносится «рокай»: в буквальном смысле «щебень, галька, каменные обломки»,, уменьшительное от rос — «скала, камень») — элемент орнамента в искусстве XVIII века, основанный на мотиве стилизованных раковин, камешков, свитков.

## Происхождение термина
В 1736 году французский ювелир, рисовальщик-орнаменталист и резчик по дереву Жан Мондон «Сын» (J. Mondon le fils) опубликовал альбом гравированных рисунков под названием «Первая книга форм рокайль и картель» (Premier Livre: De forme Rocquaille et Cartel). Картель (фр.  cartelle , от итал. cartoccio — бумажный свёрток, кулёк, итал. carta — бумага) — мотив, как и схожий с ним картуш, напоминающий полуразвёрнутый рулон бумаги с причудливо надорванными или загнутыми углами. Близок бандельверку, кнорпельверку, ормушлю, рольверку. Однако слово «рокайль» было в то время новым.
В эпоху рококо такие картели соединяли с рокайлями, отчего возникло распространённое определение: «искусство рокайлей и картелей» и, позднее, «стиль рокайля». Однако двусмысленность этой терминологии связана с тем, что словом «картель» во Франции XVIII века называли настенные и напольные корпусные часы с маятником, оформленные рокайльным орнаментом. Существует версия о том, что в XVIII веке на профессиональном жаргоне резчиков по кости слово «рокайль» означало: выпуклый рисунок, рельеф. Это же слово встречается в «Карманном словаре изящных искусств» аббата А. Булье (1759). В 1754 году рисовальщик и гравёр Шарль-Николя Кошен Младший опубликовал памфлет, адресованный парижской гильдии ювелиров, в котором призывал отказаться от вычурных форм «rocaille» и возвратиться к классицистической эстетике прямых линий.
Архитектор французского неоклассицизма Ж.-Ф. Блондель Младший употреблял слово «rocaille» в 1770-х годах в негативном смысле для обозначения причудливых форм предшествующей его творчеству эпохи. Термин «рококо» в ироничном значении (добавив к слову «рокайль» двойное окончание, наподобие: «обезьянничанье») использовал Ж.-Ж. Руссо, когда высмеивал вкусы и нравы «эпохи маркиз».
С 1759 года в Германии встречается синоним термина «рокайль» — «Grillenwerk» («вычурная работа»). В относительно поздний период появилась разновидность рокайля, получившая немецкое название: «перистый рокайль» (нем. fedrigen Rokaillen), с длинными, «колючими» отростками, или «перьями», что свидетельствовало о маньеристичной стадии развития стиля рококо. Его изобретателем считается немецкий художник Януариус Цик.
Термины «рокайль» и «рококо» долгое время сохраняли уничижительное значение, прежде чем были приняты историками искусства примерно в середине XIX века, в период историзма художественного мышления.

## Происхождение и особенности мотива
Орнаментальный мотив рокайля является «формальным носителем» стиля рококо. Его возникновение связано с эстетикой «Большого стиля» предшествующей эпохи «Короля Солнце» Людовика XIV (вторая половина XVII в.). Во французских парках «регулярного стиля», в частности в Версале, было принято устраивать потайные павильоны среди зелёных боскетов. Павильоны стилизовали под естественные пещеры — гроты, внутри их оформляли как морское царство Нептуна. В жаркое лето кавалеру с дамой было приятно зайти в прохладный полумрак пещеры, где бил небольшой фонтан, бежал ручеек, а на стенах среди грубо обработанных, поросших мхом камней виднелись искусно сделанные лепные украшения в виде раковин (атрибутов морского бога) и переплетающихся растений.
Однако мотив рокайля следует отличать как от ренессансных и барочных раковин, так и от различных картушей. Симметричная форма раковины морского гребешка, характерная для искусства итальянского Возрождения и французского Ренессанса XVI века, к концу XVII столетия трансформировалась в «Большом стиле» в лучеобразную эмблему «Короля Солнце», но оставалась классически симметричной и не превращалась в прихотливый С-образный завиток.
Подобным же образом завиток рокайля отличается от барочной волюты. Волюта — завиток с двойным S-образным изгибом — происходит от античной гелики, или консоли, — элемента, имеющего конструктивное значение, поэтому в форме волюты идеально выражено конструктивное усилие, напряжение. И в дальнейшем, в архитектуре барокко, волюты выражали динамику и напряжение форм. В отличие от предыдущих рокайль, часто в сочетании с растительными завитками и побегами, сохраняет свою атектоничную форму в виде буквы «С». Его атектоничность и происхождение объясняет почему, в отличие от волют и консолей, этот элемент не встречается в архитектурных конструкциях, а только в орнаменте, в том числе архитектурном, как бы наложенным на стену, орнаментальной гравюре, декоративной резьбе, вышивке, чеканке по металлу и ювелирном искусстве.
- Фонтан с раковиной. Нидерланды. XVIII век
- Ж. де Лажу. Корабль-рокайль. Из серии «Новая коллекция различных картушей». 1734. Бумага, тушь, перо, кисть
- Две панели. Гравюра по рисунку Ж.-Ф. де Кювилье из «Книги орнаментов». 1738
- Отель Субиз в Париже. Зал принцессы. 1735–1740. Проект архитектора Ж. Бофрана
- Садовая ограда Площади Станислава в Нанси, Франция. 1750–1758. Проект архитектора Ж. Ламура
- Картель (корпус) астрономических часов. 1754. Мастерская Ж. Каффиери. Версаль
- И. М. Камбли. Часы-картель. 1763. Новый дворец, Потсдам
- Зеркало в замке Людвигсбурга, Баден-Вюртемберг. 1704—1733